# Arvo Hautala
Uuno Arvo Hautala, född 22 april 1917 i Evijärvi, död 25 december 1985 i Helsingfors, var en finländsk fackföreningsman och politiker. 
Hautala, som ursprungligen var byggnads- och fabriksarbetare, var huvudförtroendeman vid Arabias fabriker i Helsingfors 1948–1949. På denna post organiserade han en rad strejker som bland annat riktade sig mot Karl-August Fagerholms dåvarande socialdemokratiska minoritetsregering. Hautala var funktionär inom Finlands kommunistiska parti (FKP) 1948–1953, ordförande i Finlands livsmedelsarbetarförbund 1953–1966 och andre ordförande i Finlands Fackförbunds Centralorganisation (FFC) 1966–1976. Han tillhörde majoritetskommunisterna och stark motståndare till minoritetsfraktionens inflytande inom fackföreningsrörelsen. Han var bostadsminister i Martti Miettunens regering 1976. Han utgav memoarerna Kehuttiin lakkokenraaliksi (1977).